# Alexander Mahone

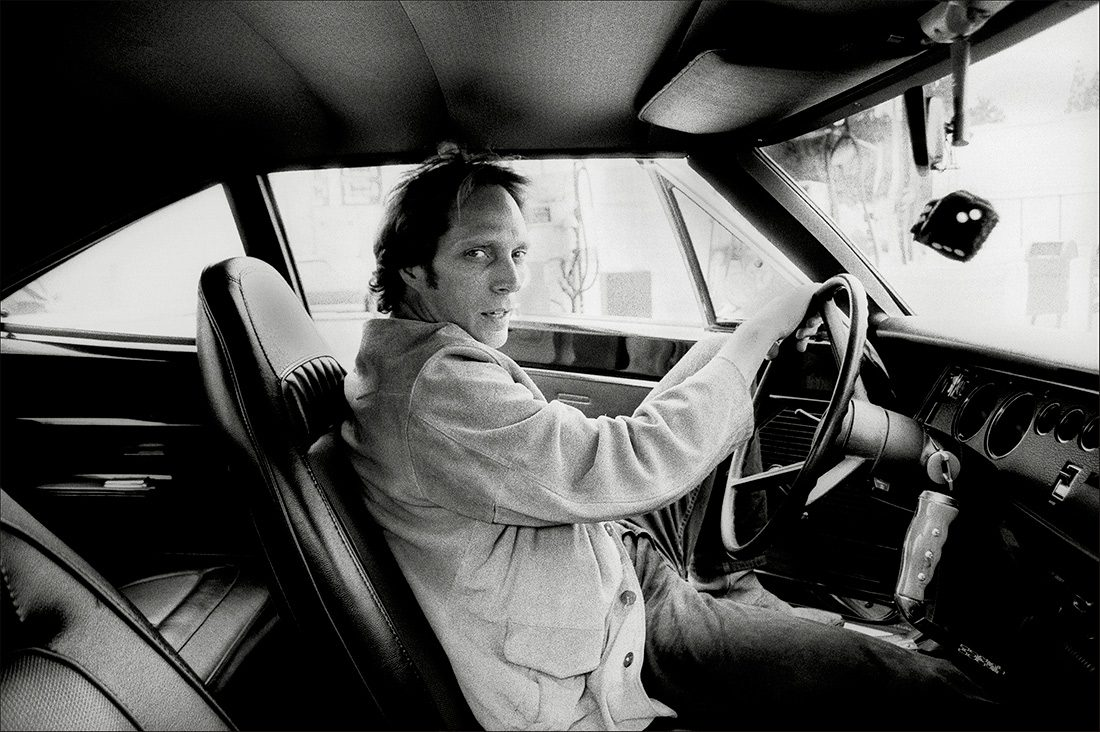

Alexander "Alex" Mahone é um personagem interpretado pelo ator William Fichtner na série de televisão Prison Break.

## 2ª Temporada

### Agente do FBI
Ele foi o agente do FBI superior designado para capturar os oito fugitivos da Fox River, mas antes de chegar a prender, ele foi preso e levado a Penitenciária Federal de Sona no Panamá, junto com seu rival, Michael Scofield. Após fugir de Sona juntou-se com os outros que estavam presos e foram a procura de "Scylla"  a lista negra da Companhia. Finalmente libertados com ajuda de Paul Kellerman, e Mahone eles foram um dos melhores amigos de Michael Scofield.

## Na Infância
Mahone foi nascido em condições precárias, sua mãe vitíma de maus-tratos do seu pai, mas ele ainda conseguiu agarrar a custódia de Alex, portanto, viveu com seu pai, que muitas vezes abusava dele. Devido à sua falta de opções na força de trabalho, enquanto na idade adulta, ele decidiu juntar as forças armadas.